# Municipio de Drummond
El municipio de Drummond (en inglés: Drummond Township) es un municipio ubicado en el condado de Chippewa en el estado estadounidense de Míchigan. En el año 2010 tenía una población de 1058 habitantes y una densidad poblacional de 1,64 personas por km².

## Geografía
El municipio de Drummond se encuentra ubicado en las coordenadas 46°0′9″N 83°36′56″O / 46.00250, -83.61556. Según la Oficina del Censo de los Estados Unidos, el municipio tiene una superficie total de 644.87 km², de la cual 333,87 km² corresponden a tierra firme y (48.23 %) 311 km² es agua.

## Demografía
Según el censo de 2010, había 1058 personas residiendo en el municipio de Drummond. La densidad de población era de 1,64 hab./km². De los 1058 habitantes, el municipio de Drummond estaba compuesto por el 90,83 % blancos, el 4,35 % eran amerindios, el 0,09 % eran asiáticos, el 0,28 % eran isleños del Pacífico, el 0,19 % eran de otras razas y el 4,25 % eran de una mezcla de razas. Del total de la población el 0,76 % eran hispanos o latinos de cualquier raza.